# Cara Röhner
Cara Röhner (* 7. Oktober 1987 in Kassel) ist eine deutsche Juristin und Professorin für Soziales Recht als Gegenstand der Sozialen Arbeit an der Hochschule RheinMain.

## Leben
Cara Röhner studierte von 2007 bis 2014 Politikwissenschaft und Rechtswissenschaft an der Johann Wolfgang Goethe-Universität Frankfurt am Main und der Sciences Po Bordeaux. Das Studium der Politikwissenschaft schloss sie im März 2011 mit einem Bachelor of Arts ab, das der Rechtswissenschaft im März 2014 mit dem ersten juristischen Staatsexamen.
Während ihres Studiums war sie Stipendiatin der Studienstiftung des deutschen Volkes. Zwischen April 2014 und August 2014 arbeitete sie als wissenschaftliche Mitarbeiterin an der Professur für Öffentliches Recht (Jürgen Bast) der Justus-Liebig-Universität Gießen. Anschließend arbeitete sie in selber Funktion bis 2017 an der Professur für Öffentliches Recht, Recht und Theorie der Medien (Thomas Vesting) an der Johann Wolfgang Goethe-Universität Frankfurt am Main. Ab 2017 war sie Rechtsreferendarin am Landgericht Frankfurt am Main, parallel dazu arbeitete sie bis 2019 als wissenschaftliche Mitarbeiterin bei Plagemann Rechtsanwälte in Frankfurt am Main im Bereich des Sozial- und Medizinrechts.
Im Jahr 2018 wurde sie an der Johann Wolfgang Goethe-Universität Frankfurt am Main mit einer Arbeit zum Thema Ungleichheit und Verfassung. Vorschlag für eine relationale Rechtsanalyse promoviert. Ihre mit summa cum laude bewertete Dissertation wurde mit verschiedenen Preisen ausgezeichnet, darunter dem Marie-Elisabeth-Lüders-Preis des Deutschen Juristinnenbundes.
Zwischenzeitlich, von 2019 bis 2021, arbeitete Röhner als Referentin für Sozialrecht und Arbeits- und Gesellschaftsrecht bei der Vorstandsverwaltung der IG Metall.

## Werk und Wirken
Cara Röhner ist seit 2022 Professorin für Soziales Recht als Gegenstand der Sozialen Arbeit an der Hochschule RheinMain. Zu ihren Forschungsschwerpunkten zählen:
- Recht und gesellschaftliche Ungleichheitsverhältnisse,
- Antidiskriminierungs-, Arbeits-, (europäisches) Sozial- und Verfassungsrecht,
- Wohnen und Vergesellschaftung,
- Geschlechtergerechte Demokratie,
- Klimaklagen von Kindern und Jugendlichen.[3]

## Werke und Schriften (Auswahl)
- Thorsten Deppner, Prisca Feihle, Matthias Lehnert, Cara Röhner, Friederike Wapler (Hrsg.): Examen ohne Repetitor. Leitfaden für eine selbstbestimmte und erfolgreiche Examensvorbereitung. Nomos Verlagsgesellschaft, Baden-Baden 2014, ISBN 978-3-8487-2581-6.
- Die falsche Anrede nicht-binärer Personen beim Online-Einkauf. In: JuristenZeitung (JZ). Band 77, Nr. 20, 2022, S. 1007–1012.
- Ungleichheit und Verfassung. Vorschlag für eine relationale Rechtsanalyse. Velbrück Wissenschaft, Weilerswist 2019, ISBN 978-3-95832-181-6.

## Auszeichnungen und Ehrungen
- 2018: Walter-Kolb-Gedächtnispreis der Stadt Frankfurt am Main[6][7]
- 2018: Cornelia-Goethe-Preis des Cornelia Goethe Centrums der Johann Wolfgang Goethe-Universität Frankfurt am Main[8][9]
- 2019: Marie-Elisabeth-Lüders-Preis des Deutschen Juristinnenbundes

## Mitgliedschaften
- seit 2017 Deutscher Juristinnenbund (seit 2017 Mitglied der Kommission Recht der sozialen Sicherung, Familienlastenausgleich, seit 2019 deren Vorsitzende)